# Waigeo
Waigeo (auch Amberi oder Waigiu) ist mit 3155 km² die größte der vier Hauptinseln des Archipels von Raja Ampat vor der Küste Westneuguineas (Indonesien).

## Geographie
Waigeo liegt im Norden des Archipels, ungefähr 65 km nordwestlich der Vogelkopfhalbinsel Neuguineas. Durch die Mayalibitbucht (Mayalibit Bay), die nur über eine schmale Meerenge zugänglich ist, wird Waigeo in eine westliche und eine östliche Hälfte geteilt. In Ost-West-Richtung durchmisst Waigeo etwa 125 km, in Nord-Süd-Richtung ungefähr 55 km.
Im Süden des Westteils Waigeos liegt die Kabuybucht (indonesisch Teluk Kabuy), die von drei Seiten von der Insel umschlossen ist. Nach Süden ist die Bucht durch die Insel Gam geschützt, die im Westen der Bucht nur durch eine schmale Wasserstraße, im Süden aber durch einen größeren Zugang von Waigeo getrennt ist. Südlich von Waigeo und Gam liegt die Dampierstraße mit den Inseln Mansuar und Kri, und jenseits der Straße Batanta und Salawati. Nördlich liegen die ebenfalls zur Gruppe gehörenden Inseln Ayau, Waiaginseln und Kawe. Der Archipel gehört zum Regierungsbezirk Raja Ampat der Provinz Papua Barat Daya. Die Stadt Wasai (auch Waisai) im Süden des Westteils Waigeos ist die Hauptstadt des Regierungsbezirks.
Die höchste Erhebung Waigeos ist der Samlor mit etwa 1000 m. Das Innere der Insel ist von größtenteils unberührtem Regenwald bedeckt, mit einer hohen Artenvielfalt. Mehr als 250.000 Hektar Regenwald sind in den beiden „Wildlife Reserves“ von West- und Ostwaigeo offiziell unter Schutz gestellt.

## Einwohner

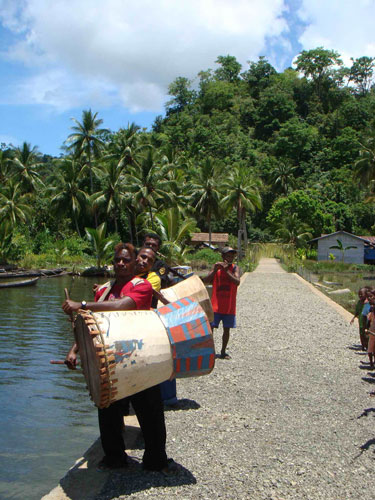
Trommler im Dorf Waifoy auf Waigeo

Die 1667 Einwohner siedeln nur am Ufer der Bucht und auf einigen der kleinen Eilande der Mayalibitbucht. Sie haben ihren traditionellen Lebensstil weitgehend bewahrt und ernähren sich von lokal gefangenem Fisch und Wildschweinen sowie von angebautem oder im Wald gesammeltem Kakao, Früchten, Kräutern und Gewürzen. Oft gewinnen die Papua aus dem Mark der Sagopalme ein Stärkemehl als Grundnahrungsmittel.

## Geschichte
Der portugiesische Seefahrer Jorge de Meneses landete 1526 als erster Europäer auf Waigeo. Im 19. Jahrhundert wurden die Insel und die umliegenden Gewässer von französischen Expeditionen erkundet, darunter durch die Schiffe L’Uranie (1818–1819), La Coquille (1823) und L’Astrolabe (1826). Dabei wurden etwa 70 Fischarten gefunden.